# Particule X17
La particule X17 est une hypothétique particule subatomique de type boson proposée par le physicien hongrois Attila Krasznahorkay et qui expliquerait des résultats d'expériences portant sur la désintégration de certains atomes, inexpliqués à ce jour,,,,.
La particule X17 pourrait être le vecteur d'une hypothétique cinquième force fondamentale, probablement en rapport avec la matière noire, et est décrit par Krasznahorkay comme un boson X protophobique avec une masse de 17 MeV. Cette particule a été proposée comme une réponse à l'écart entre les calculs d'angles lors de la désintégration d'atomes de béryllium 8 (depuis 2015) ou d'atomes d'hélium (depuis 2019) et ce qui est réellement observé.

## Histoire
En 2015, Krasznahorkay et ses collègues de l'ATOMKI (Atomki Nuclear Research Institute) (en) postulèrent l'existence d'un nouveau boson d'une masse de 17 MeV, seulement 34 fois plus lourd qu'un électron. Dans le cadre de leurs recherches sur la matière noire, l'équipe hongroise bombarda du lithium 7 avec des protons ce qui créa du béryllium 8 instable qui se désintégra rapidement en paires d'électrons et de positrons. La désintégration et le rejet de particule se fit avec un angle de 140° entre l'électron et le positron avec un dégagement d'énergie de 17 MeV qui indique qu'une petite partie du béryllium 8 se transforme en énergie sous la forme d'une nouvelle particule. L'expérience fut depuis reproduite plusieurs fois par Krasznahorkay et par une autre équipe américaine.[réf. souhaitée]